# Organi della chiesa di Sant'Anastasia a Villasanta

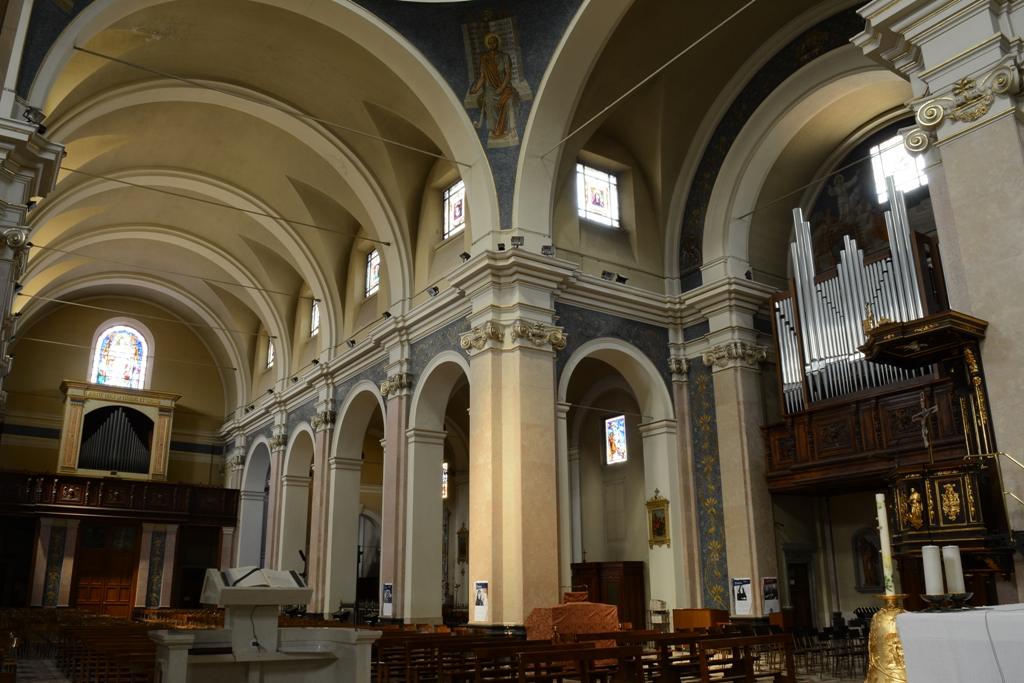
Il corpo di sinistra dell'organo Bonato nel transetto e l'organo Prina in controfacciata

Gli organi della chiesa di Sant'Anastasia a Villasanta sono tre:
- l'organo maggiore, situato su due cantorie contrapposte a ridosso delle pareti fondali del transetto, è stato costruito da Diego Bonato nel 2013 e dispone di 91 registri su quattro manuali e pedale;[1]
- l'organo della controfacciata, situato sulla cantoria al di sopra del portale maggiore, è stato costruito da Ferdinando e Paolo Prina nel 1884 e dispone di 36 registri su un unico manuale e pedale;[2]
- l'organo del coro, situato a pavimento nell'abside, è stato costruito dalla ditta Balbiani Vegezzi-Bossi nel 1962 e dispone di 9 registri su un unico manuale e pedale.[3]

La chiesa è sede, ogni anno, dal 2014 del Festival Organistico Internazionale Città di Villasanta, e dal 2013 della rassegna Parole d'organo.

## Organo maggiore
L'organo a canne principale della chiesa è stato costruito dall'organaro veronese Diego Bonato su progetto dell'organista Paolo Oreni; è stato inaugurato con una serie di concerti tra il 5 e il 26 ottobre 2013.

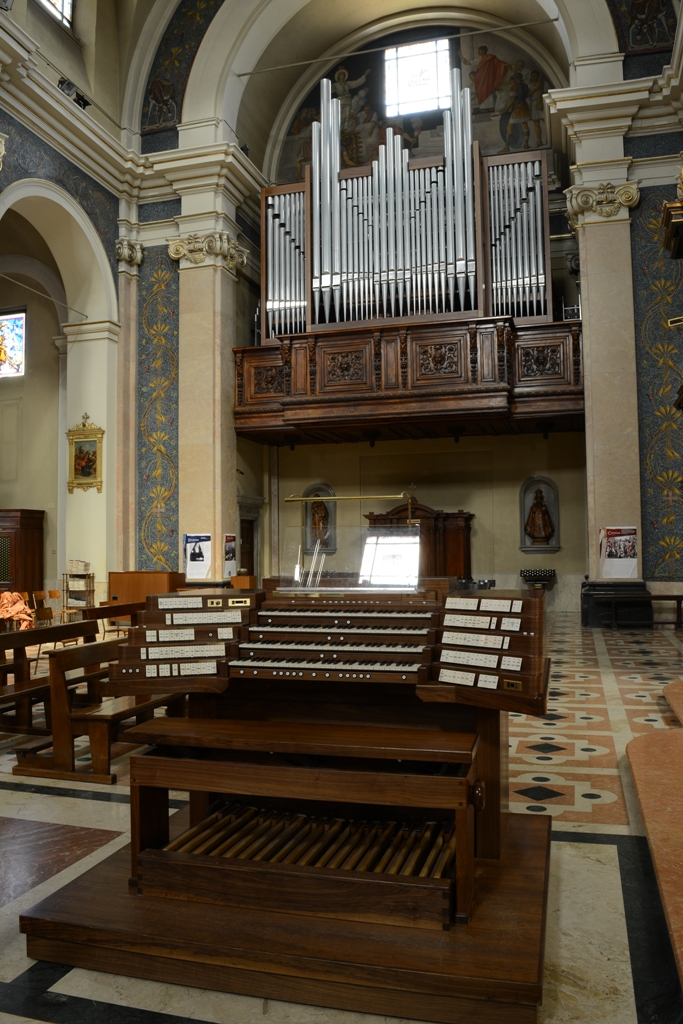
La consolle e il corpo di sinistra dell'organo maggiore

Lo strumento è a trasmissione elettronica e conta 91 registri su quattro tastiere e pedaliera per un totale di 5006 canne. Esso si articola in due corpi contrapposti, ciascuno su una cantoria a ridosso delle pareti di fondo del transetto; il materiale fonico è accolto all'interno di due casse gemelle, con mostra composta da canne in metallo di principale 16', con bocche a scudo, delle quali alcune sporgenti in alto. Alla consolle dell'organo Bonato è collegato elettronicamente anche l'organo Balbiani Vegezzi-Bossi, che ne costituisce la sezione Corale. La consolle è mobile e indipendente, ed è situata a pavimento nella navata centrale; essa dispone di quattro tastiere di 61 note (Do1-Do6) e pedaliera concavo-parallela di 32 note (Do1-Sol3). I registri, le unioni, gli accoppiamenti e gli annullatori sono azionati da placchette a bilico poste su più gradoni, ai lati dei manuali.
Di seguito, la disposizione fonica dello strumento:
| I - Positivo aperto |        |
| Quintaton           | 16'    |
| Principale          | 8'     |
| Flauto a camino     | 8'     |
| Corno di camoscio   | 4'     |
| Flauto a fuso       | 4'     |
| Doublette           | 2'     |
| Larigot armonico    | 1.1/3' |
| Settima             | 1.1/7' |
| Nona                | 8/9'   |
| Sesquialtera        | II     |
| Aliquot             | IV     |
| Cymbale             | III    |
| Ranquette           | 16'    |
| Cornopean           | 8'     |
| Cromorno            | 8'     |
| Tremolo             |        |

| I - Corale espressivo |     |
| Principale            | 8'  |
| Dulciana              | 8'  |
| Voce celeste          | 8'  |
| Pastorale             | 16' |
| Ottava                | 4'  |
| Decimaquinta          | 2'  |
| Ripieno               | IV  |

| Pedale al Corale espressivo |     |
| Bordone                     | 16' |
| Corno                       | 4'  |

| II - Grand'Organo  |        |
| Principale         | 16'    |
| Principale         | 8'     |
| Flauto di concerto | 8'     |
| Bordone            | 8'     |
| Gamba              | 8'     |
| Quinta             | 5.1/3' |
| Ottava             | 4'     |
| Flauto traverso    | 4'     |
| Terza              | 3.1/5' |
| Decimaseconda      | 2.2/3' |
| Decimaquinta       | 2'     |
| Cornetto           | II-V   |
| Grand fourniture   | IV     |
| Plein jeux         | V      |
| Tromba             | 16'    |
| Tromba             | 8'     |
| Tromba             | 4'     |
| Tremolo            |        |

| III - Espressivo  |     |
| Bordone           | 16' |
| Principale        | 8'  |
| Corno di notte    | 8'  |
| Viola             | 8'  |
| Eolina            | 8'  |
| Voce angelica     | III |
| Flauto ottaviante | 4'  |
| Fugara            | 4'  |
| Ottavino          | 2'  |
| Fagotto           | 16' |
| Tromba armonica   | 8'  |
| Oboe              | 8'  |
| Voix humaine      | 8'  |
| Clarone armonico  | 4'  |
| Tremolo           |     |

| IV - Solo aperto  |        |
| Violone           | 16'    |
| Diapason          | 8'     |
| Flauto armonico   | 8'     |
| Violoncello       | 8'     |
| Flauto armonico   | 4'     |
| Nazardo armonico  | 2.2/3' |
| Ottavino armonico | 2'     |
| Terza armonica    | 1.3/5' |
| Piccolo armonico  | 1'     |
| Progressione      | V      |
| Clarinetto        | 8'     |
| Tremolo           |        |

| Assegnabile - Tube |     |
| Tuba magna         | 16' |
| Tuba episcopale    | 8'  |

| Assegnabile - Chamade |     |
| Chamade               | 16' |
| Chamade               | 8'  |
| Chamade               | 4'  |

| Pedale         |         |
| Subbasso       | 32'     |
| Flauto aperto  | 16'     |
| Principale     | 16'     |
| Subbasso       | 16'     |
| Bordone        | 16'     |
| Violone        | 16'     |
| Gran quinta    | 10.2/3' |
| Basso          | 8'      |
| Flauto         | 8'      |
| Bordone        | 8'      |
| Flauto largo   | 4'      |
| Flauto         | 2'      |
| Tiorba         | III     |
| Controbombarda | 32'     |
| Bombarda       | 16'     |
| Tromba         | 16'     |
| Fagotto        | 16'     |
| Tromba         | 8'      |
| Baryton        | 8'      |
| Clarone        | 4'      |
| Schalmey       | 4'      |

## Organo della controfacciata

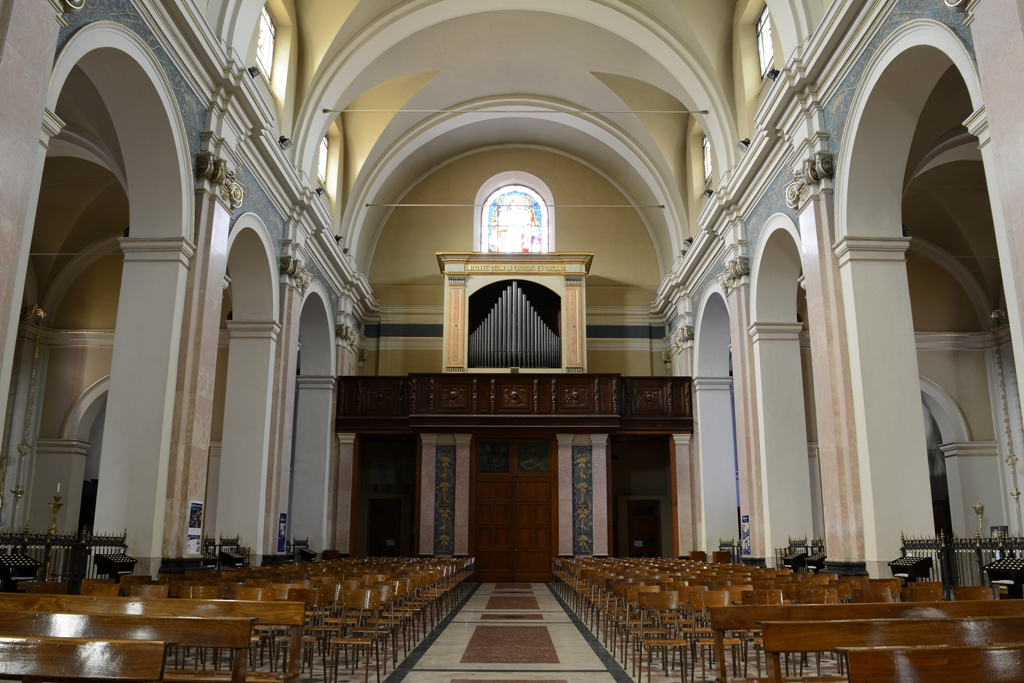
L'organo della controfacciata

Sulla cantoria in controfacciata si trova un organo a canne costruito nel 1884 da Ferdinando e Paolo Prina e restaurato nel 2001 dai Fratelli Pirola.
L'organo è a trasmissione integralmente meccanica e la sua consolle è a finestra e possiede un'unica tastiera di 58 note con prima ottava cromatica estesa e pedaliera a leggio di 18 note, con le ultime due azionanti rispettivamente la Terza mano e il Rollante. I registri sono azionati da manette a scorrimento laterale disposte su due colonne alla destra della tastiera.
Lo strumento è interamente racchiuso all'interno di una cassa lignea dipinta, con mostra inserita entro un campo con arco ribassato; essa è composta da 30 canne di principale dell'ordine degli 8', disposte in cuspide unica. Ai lati, due lesene leggermente decorate.
Di seguito, la disposizione fonica in base alla posizione delle manette dei registri nelle due colonne della registriera:
| Colonna di sinistra - Concerto |                 |
| Corno                          | 16' Soprani     |
| Fagotto                        | 8' Bassi        |
| Violoncello                    | 4' Bassi        |
| Flagioletto                    | 2' Bassi        |
| Corno inglese                  | 16' Soprani     |
| Clarinetto                     | 8' Soprani      |
| Tromba                         | 8' Soprani      |
| Flutta                         | 8' Soprani      |
| Violone                        | 8' Bassi        |
| Viola                          | 4' Bassi        |
| Flauto                         | 4' Bassi        |
| Flauto                         | 4' Soprani      |
| Ottavino                       | 2' Soprani      |
| Violino                        | 8' Soprani      |
| Voce umana                     | 8' Soprani      |
| Bombarde                       | 12' (al Pedale) |
| Tromboni                       | 8' (al Pedale)  |
| Timpani                        | (al Pedale)     |
| Terza mano                     |                 |

| Colonna di destra - Ripieno |                    |
| Principale                  | 16' Bassi          |
| Principale                  | 16' Soprani        |
| Principale I                | 8' Bassi           |
| Principale I                | 8' Soprani         |
| Principale II               | 8' Bassi           |
| Principale II               | 8' Soprani         |
| Ottava                      | 4' Bassi           |
| Ottava                      | 4' Soprani         |
| Duodecima                   | 2.2/3'             |
| Decimaquinta                | 2'                 |
| Decimanona                  | 1.1/3'             |
| Vigesimaseconda             | 1'                 |
| Vigesimasesta               | 2/3'               |
| Vigesimanona                | 1/2'               |
| Trigesimaterza e sesta      | 1/3'-1/4'          |
| Duodecima                   | 5.1/3' (al Pedale) |
| Contrabbassi e rinforzi     | 16'+8' (al Pedale) |
| Bassi armonici              | 8' (al Pedale)     |

## Organo del coro

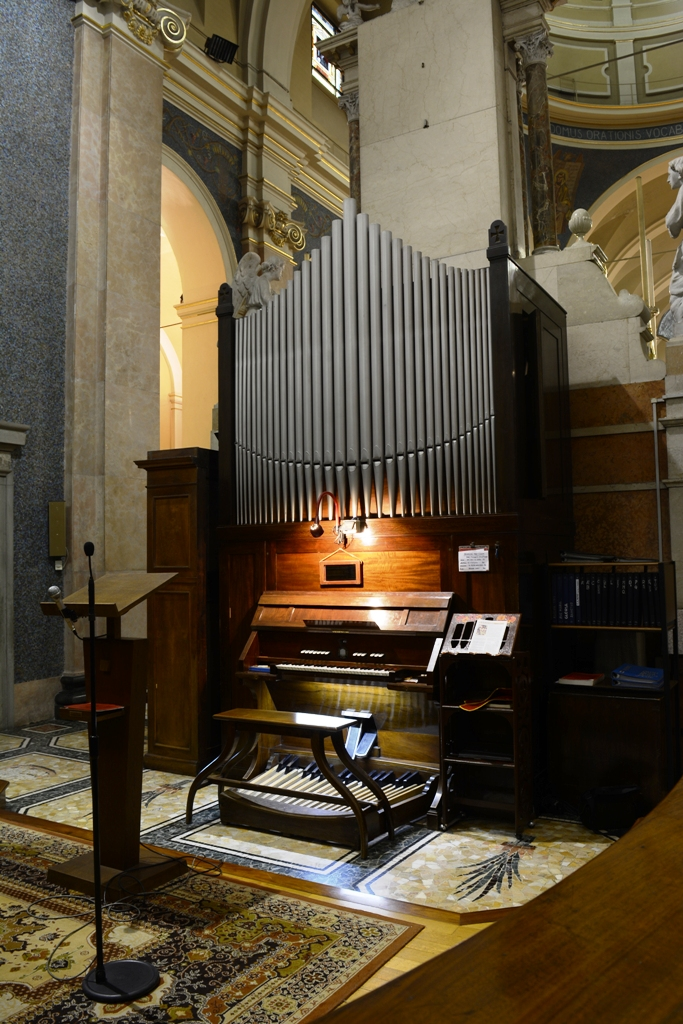
L'organo del coro

Nell'abside, alle spalle dell'altare maggiore pre-conciliare, si trova un secondo organo a canne, costruito dalla ditta Balbiani Vegezzi-Bossi nel 1962.
Lo strumento è a trasmissione elettropneumatica ed è interamente espressivo, con mostra composta da 33 canne appartenenti al registro Corno 4' del pedale. La sua consolle, appoggiata al corpo d'organo, consta in un'unica tastiera di 58 note e pedaliera concavo-radiale di 30 note. I registri e gli accoppiamenti sono azionati da placchette prismatiche poste al di sopra della tastiera.
Di seguito, la disposizione fonica:
| Manuale      |        |
| Principale   | 8'     |
| Dulciana     | 8'     |
| Voce celeste | 8'     |
| Ottava       | 4'     |
| Decimaquinta | 2'     |
| Ripieno      | 4 file |
| Clarinetto   | 16'    |

| Pedale   |     |
| Subbasso | 16' |
| Corno    | 4'  |